# Dieng Cheikh Abass
Abass Cheikh Dieng (Saint Louis, 1985. január 1. –) szenegáli labdarúgó.

## Sportpályafutása
Dieng a Ja-Ndar-Toute klubban kezdte pályafutását, majd innen 2004-ben az ASC Linguère-be igazolt. Az itt töltött egy év után szerződést írt alá a szenegáli Saint-Louis FC-vel, majd 2006 júliusában a Budapest Honvéd FC csapatához szerződött, tagja volt a 2009–10-es szezonban az UEFA-kupa harmadik köréig eljutó csapatnak. A Budapest Honvéd FC csapatával a 2008–09-es magyar labdarúgókupát is megnyerte.
2011-ben kölcsönben a Nîmes Olympique-ben szerepelt, majd decemberben továbbadták a vietnámi bajnokságban szereplő Song Lam Nghe An FC-nek. December 17-én már pályára is lépett a Vietnámi Szuperkupa mérkőzésen. 2013 januártól az év decemberéig a vietnámi Thank Hoa FC-hez került kölcsönbe.

### Tulajdonságai
Abass igen gyors, erős testalkatú, technikailag képzett játékos. Jól cselez és jó góllövő. Mivel mindkét lábát egyformán jól használja, a pálya bármely részéről képes gólt lőni. Fejesei szintén veszélyt jelentenek az ellenfél hálójára.

### Budapest Honvéd FC
- Magyar labdarúgókupa:
  - Győztes: 2006–07, 2008–09
  - Második helyezett: 2007–08
- Magyar labdarúgó-szuperkupa:
  - Második helyezett: 2007, 2009